# Calotriton asper
Espèce
Synonymes
- Triton glacialis Philippe, 1847
- Hemitriton asper Dugès, 1852
- Triton repandus Dugès, 1852
- Hemitriton cinereus Dugès, 1852
- Hemitriton rugosus Dugès, 1852
- Hemitriton punctulatus Dugès, 1852
- Hemitriton bibronii Dugès, 1852
- Triton pyrenaeus Duméril, Bibron & Duméril, 1854
- Euproctus asper var. rugosa Bedriaga, 1895
- Molge bolivari Boscá, 1918
- Euproctus asper (Dugès, 1852)

Statut de conservation UICN

VU : Vulnérable
Calotriton asper est une espèce d'urodèles de la famille des Salamandridae, nommée également Calotriton des Pyrénées (auparavant : Euprocte des Pyrénées). Elle est endémique de la chaîne montagneuse des Pyrénées, où elle vit dans les lacs et torrents.

## Répartition

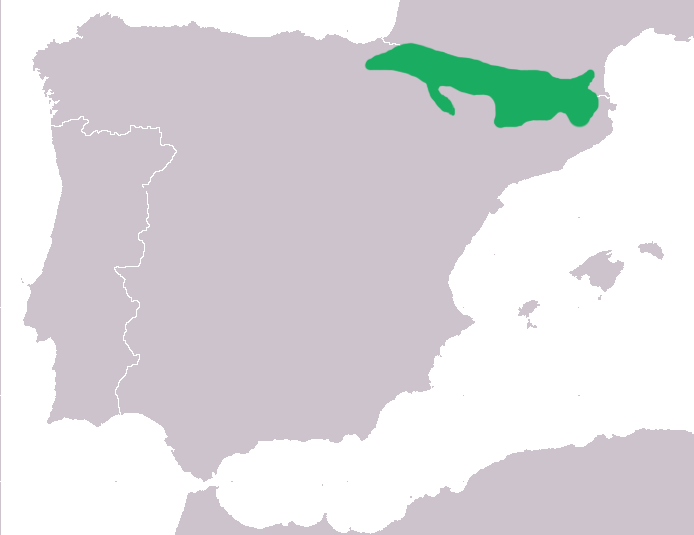
Distribution

Le Calotriton des Pyrénées est une espèce endémique de la chaîne pyrénéenne, qu'il occupe depuis le Pays Basque (à l'ouest) jusqu'à la Catalogne (à l'est), soit de l'océan Atlantique à la mer Méditerranée. Son aire de répartition, grossièrement incluse dans un ovale de 400 km x 160 km, s'étend sur trois pays : l'Espagne, la France et la principauté d'Andorre. En France, l'espèce est connue de 2 régions et de 6 départements : la Nouvelle-Aquitaine (sud du département des Pyrénées-Atlantiques) et l'Occitanie (sud des départements des Hautes-Pyrénées, de la Haute-Garonne, de l'Ariège, de l'Aude et des Pyrénées-Orientales) (Lescure & De Massary 2012).
Les populations les plus basses sont situées aux environs de 110 m d'altitude (Pays Basque, Pyrénées-Atlantiques, France) (Berroneau 2014) et les plus élevées se trouvent vers 2450 m d'altitude (massif du Monte Perdido, province de Huesca, Espagne) (Nicol 1990). La valeur maximum de « 2 900 m » voire « 3 000 m » rencontrée ici et là dans la littérature est fantaisiste et ne devrait plus être citée, l'habitat de l'espèce étant absent à pareille altitude. Elle provient d'une citation imprécise de Beck (1942) au « Pic de Cambalès (2965 m.) » (Hautes-Pyrénées, haute vallée du Gave de Cauterets) où n'existe évidemment aucun milieu aquatique et correspond donc très probablement aux lacs de Cambalès, situés juste en dessous entre 2 300 m et 2 500 m.

Cet amphibien ne fréquentant que les têtes hautes des bassins versants, ses populations sont toutes plus ou moins isolées les unes des autres. Son aire de répartition est donc fragmentée en entités et sous-entités distinctes, présentant chacune une signature génétique particulière (Milà et al. 2010, Lucati et al. 2020).

## Description

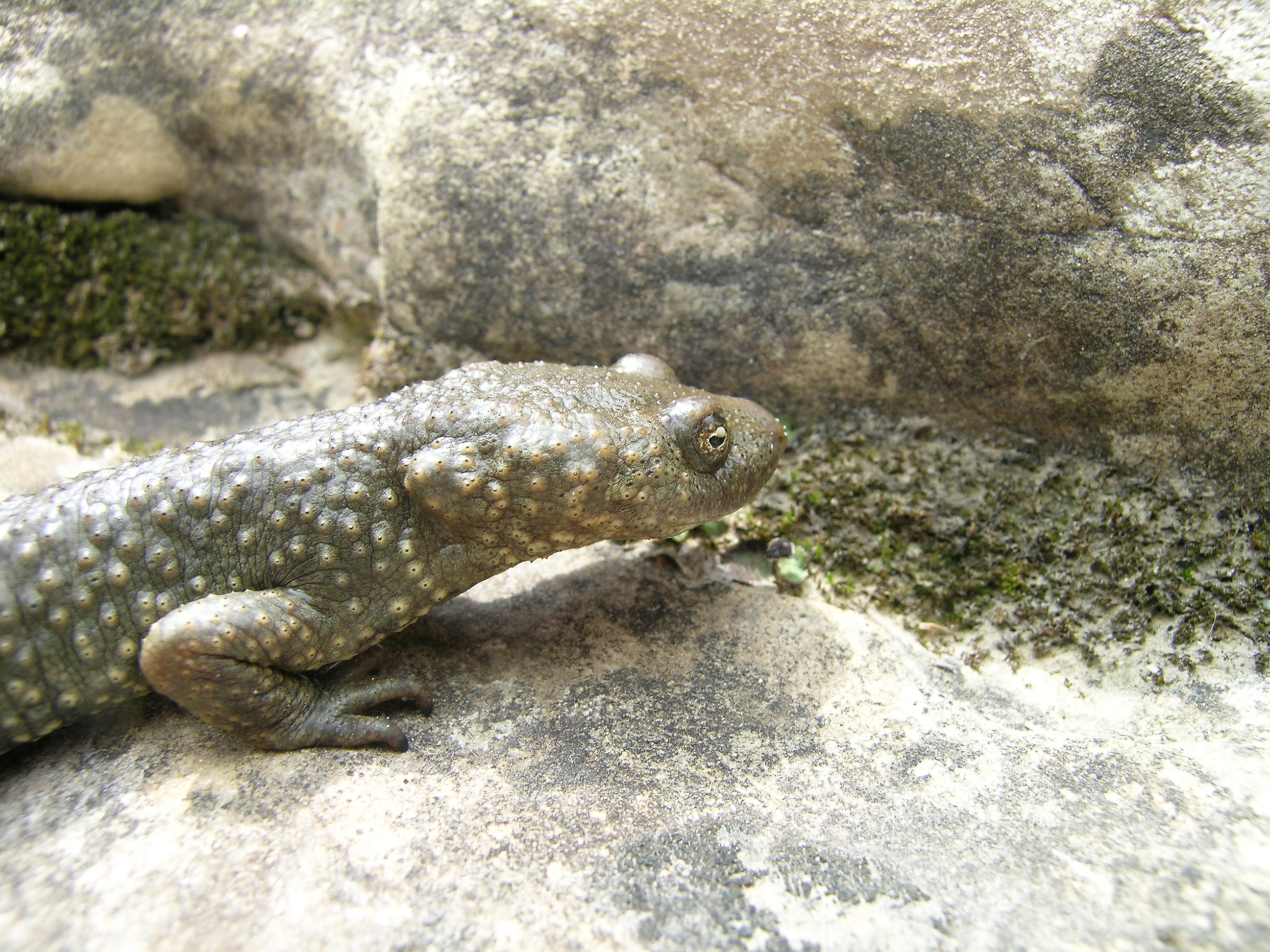
Détail de la tête et peau rugueuse.

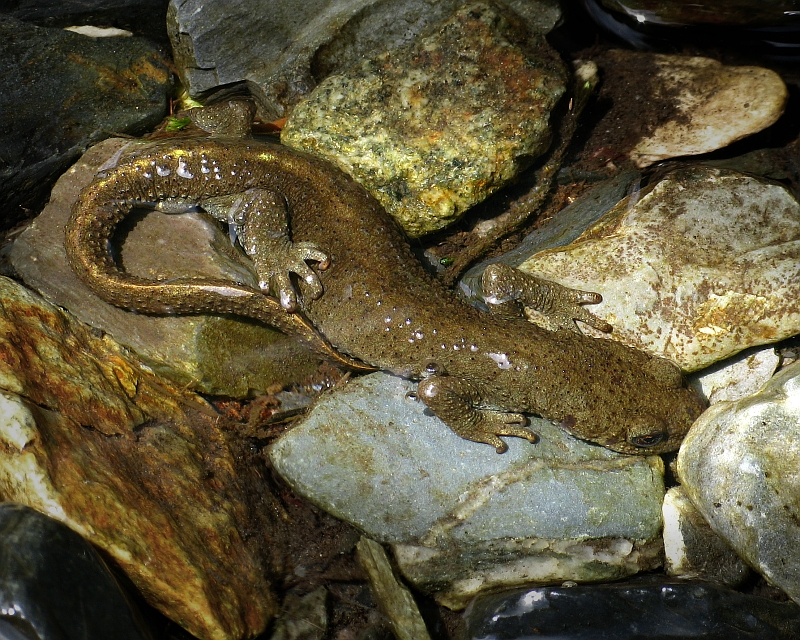
Euproctus asper.

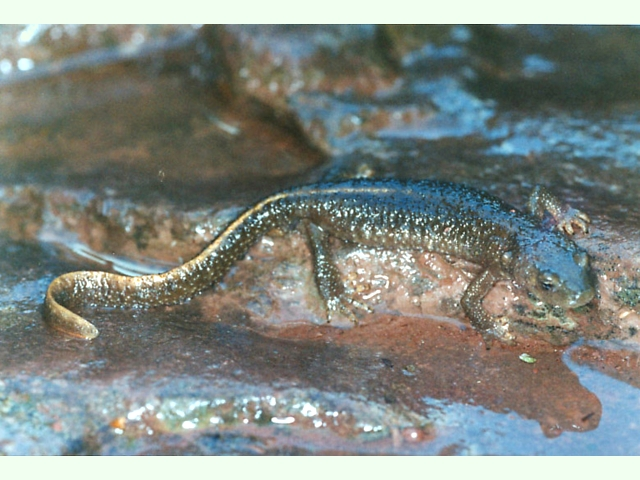
Euproctus asper.

Le Calotriton des Pyrénées possède un épiderme singulier, parsemé de micro-verrues coniques à pointe noirâtre. Cette particularité est à l'origine du qualificatif scientifique de l'espèce (« asper », qui signifie « râpeux » ou « rugueux » en latin, a par exemple donné le mot « aspérité » en français). Une autre caractéristique notable de cet urodèle est qu'il présente des pseudo-griffes noirâtres aux doigts des pattes postérieures (qui comportent 5 doigts) et antérieures (qui ne comportent, elles, que 4 doigts). Il s'agit d'une modification évolutive de la dernière phalange, dont l'extrémité est à la fois effilée, très dure et sensiblement plus foncée que le reste du doigt. Cette évolution, à caractère adaptatif, lui permet de s'agripper plus efficacement au substrat rocheux des ruisseaux.
La longueur de l'animal à l'âge adulte (queue comprise) peut approcher les 15 cm chez certains sujets âgés, mais la plupart des individus qu'on rencontre sont de taille inférieure. Il s'agit donc d'un urodèle de grande taille, comparable en cela aux grands tritons du genre Triturus (Triton marbré et Triton crêté). Les jeunes individus fraîchement métamorphosés sont bien plus petits, la larve n'atteignant à son stade le plus avancé que 5 cm environ.
La coloration du Calotriton des Pyrénées varie beaucoup en fonction de l'âge :
- Les jeunes individus présentent une robe noire ou gris anthracite ornée de taches jaune vif. Dans la plupart des cas, ces taches sont concentrées sur une ligne vertébrale plus ou moins irrégulière, mais il peut également exister des taches jaunes éparses sur les flancs et les côtés de la queue. Le ventre et le dessous de la queue présentent, eux, une coloration rouge vif assez spectaculaire.
- Cette coloration s'atténue progressivement avec le temps et les vieux individus ont une robe uniformément grisâtre ou brunâtre (parfois noirâtre), sans trace de jaune. En outre, le ventre et le dessous de la queue ne sont plus teintés de rouge (Duguet & Melki 2003[8], Nöllert & Nöllert 2003[9]).

## Écologie
Le Calotriton des Pyrénées est inféodé à des eaux fraîches, oxygénées et exemptes de pollution, quel que soit le contexte (lac ou ruisseau, altitude faible ou élevée) (T°C < 15 °C, pouvant exceptionnellement et temporairement approcher les 20 °C). À basse altitude (étage collinéen des massifs pré-pyrénéens, tant au nord qu'au sud de la chaîne), il est typiquement lié aux systèmes de pertes-résurgences des massifs karstiques, qu'il s'agisse d'eaux souterraines ou d'eaux de surface (dans ce second cas, l'espèce est couramment rencontrée dans des talwegs très encaissés et ombragés de type « canyon »).
Le contexte terrestre du biotope est extrêmement variable, allant de purement forestier (aux étages collinéen et montagnard) à purement steppique (à l'étage alpin), en passant par des contextes de landes ou de forêts claires (étage subalpin).
Les cours d'eau occupés présentent en règle générale un lit mineur strictement rocheux, mécaniquement stable (roche mère en place, gros blocs…), offrant une succession de vasques et de cascatelles. Les dépôts de sédiments fins y sont plutôt localisés, rares ou idéalement absents.
Clergue-Gazeau et Martinez-Rica (1978) décrivent ainsi l'habitat de l'espèce :
« Le biotope idéal de l'Euprocte est, sans conteste, celui qu'il fréquente dans la plus grande partie de la chaîne pyrénéenne (…) et qui convient le mieux à son mode de vie. Là, notre Urodèle peuple les torrents à forte déclivité de la montagne à des altitudes variant selon la température optimale de l'eau (inférieure à 15 °C sur le versant nord, atteignant 17 °C et plus sur le versant sud). Ainsi, nous le trouverons, non seulement dans les régions d'altitude élevée, mais parfois en des lieux d'altitude moyenne et basse parcourus par des torrents dont l'eau est fraîche, aux sources, ou dans le parcours souterrain d'une rivière : situations à l'origine de ces stations limitrophes de l'aire normale de répartition de l'espèce. »

## Cycle de vie
Contrairement à la majorité des autres urodèles européens, qui séjournent temporairement dans les mares, etc. pour la reproduction, le Calotriton des Pyrénées est une espèce nettement aquatique qui passe la majeure partie de son existence dans l'eau. Les jeunes individus, sexuellement immatures, ont par contre une existence terrestre et ils évoluent plutôt dans les cavités rocheuses des berges. L'hivernage, quel que soit l'âge, a généralement lieu à terre, au sein d'anfractuosités humides mitoyennes des cours d'eau ou plans d'eau occupés.
Le cycle de vie de l'espèce varie fortement en fonction de l'altitude : à basse altitude, 300 m ou moins, les adultes sont observables dès le début du printemps ; vers 1000 m, ils sont présents dans l'eau à partir de mai ; vers 2000 m, ou l'enneigement est bien plus important (le lit mineur des ruisseaux est souvent totalement obstrué par la neige et la glace) et la fonte parfois très tardive, ils ne font leur apparition qu'au mois de juin (Clergue-Gazeau & Beetschen 1966).

## Reproduction
Les accouplements surviennent dès la reprise d'activité (soit de la fin de l'hiver au début de l'été, en fonction de l'altitude). Les partenaires restent alors très longuement enlacés (plusieurs heures), le mâle enserrant la femelle avec sa queue. L'espèce est ovipare : une quinzaine d’œufs (de 5 à 30 en fonction des localités et des individus), sont soigneusement déposés un à un par la femelle, sous des pierres. Les larves éclosent au bout d'un à deux mois environ, en fonction de la T°C de l'eau. Leur développement est lent, la métamorphose ne survenant qu'après 14 mois à 1 000 m d'altitude et après 26 mois vers 2 300 m d'altitude. Dans certains cas (populations souterraines), la métamorphose peut même ne se produire qu'après trois ans de vie larvaire (Clergue Gazeau & Beetschen 1966 ; Clergue-Gazeau 1971, 1976).

## Proies et prédateurs
Le Calotriton des Pyrénées est un prédateur d'invertébrés, essentiellement des insectes aquatiques et de leurs larves qui partagent son biotope.
Despax (1923) indique une grande variété d’arthropodes dans le régime alimentaire de C. asper. Les familles mentionnées par cet auteur sont les Simuliidae, qui dominent largement, les Ephemeridae (genres Ecdyurus et Cloeon), les Chironomidae, les Perlidae et les « phryganes » sans fourreau (Rhyacophilidae). Il ajoute à cette liste quelques arthropodes terrestres tombés à l'eau (fourmis ailées, coléoptères de la famille des Scarabeidae et des Chrysomelidae).
Montori (1991) a, plus récemment, mené une étude sur un site de la Sierra del Cadí (Catalogne, Espagne). Il fournit lui aussi une liste d’espèces très diversifiée, essentiellement constituée d’une faune d’invertébrés aquatiques dominée par 4 ordres : Ephemeroptera, Plecoptera, Diptera, Trichoptera, avec de façon plus anecdotique (8 %) des coléoptères terrestres, des acariens, araignées, opilions, et même des larves de Salamandre tachetée (Salamandra salamandra). Il cite également la présence de mues de l’espèce elle-même (C. asper).
Les prédateurs de l'espèce sont manifestement très peu nombreux et le taux de survie à l'âge adulte est élevé. En effet, les données de squelettochronologie obtenues par divers auteurs indiquent des âges dépassant fréquemment 20 ans dans la nature (max. : 29 ans sur le versant espagnol et 28 ans sur le versant français) (Montori & Llorente 2014, Miaud & Guillaume 2005). Ces valeurs sont étonnamment comparables (et même supérieures !) à celles obtenues en captivité : Clergue-Gazeau (1971), tout comme Thiesmeier & Hornberg (1990), ont en effet constaté des longévités de 20 ans en aquarium. Chez cette espèce, le taux de mortalité à l'âge adulte est donc normalement très faible, étant comparable ou supérieur à celui observé dans un environnement artificiel totalement dépourvu de prédateurs et de compétiteurs alimentaires.
Cela signifie qu'une augmentation anormale du taux de mortalité (par introduction de prédateurs ou de compétiteurs alimentaires, par apport de pathogènes ou de polluants, etc.) peut sérieusement affecter le bilan démographique d'une population. En effet, comme exposé plus haut, il s'agit d'une espèce très peu productive (une quinzaine d’œufs/an) dont la stratégie de survie est clairement affiliable au type « K » décrit par Mc Arthur & Wilson (1967) : faible productivité combinée à un taux de survie élevé et une grande longévité des adultes.
Cette stratégie de type « K », typiquement adaptée à des écosystèmes aux paramètres stables (ce qui est normalement le cas des lacs de haute altitude et des ruisseaux montagnards dans lesquels C. asper a évolué), rend l'espèce très vulnérable aux modifications de son environnement. L'introduction de poissons dans les lacs de montagne, notamment, représente une importante menace, pour deux raisons agissant de façon conjointe (Montori 1997, Ventura et al. 2017, Miró et al. 2018, Miró & Ventura 2020) :
1. les Salmonidae ont le même régime alimentaire que C. asper (invertébrés aquatiques cités plus haut) mais exploitent plus efficacement la ressource en proies. Ils le privent donc de nourriture. La cohabitation n'est possible que dans le cas de plans d'eau ou cours d'eau physionomiquement complexes, présentant des zones non-accessibles aux Salmonidae. Ce cas de figure est peu fréquent dans la majorité des lacs empoissonnés, où les Salmonidae ont accès à l'ensemble de la colonne d'eau. Les vairons (Phoxinus sp.), eux-aussi introduits dans un grand nombre de lacs d'altitude, agissent négativement de la même façon.
2. les Salmonidae sont des prédateurs des larves de C. asper.

## Statut
Le Calotriton des Pyrénées est intégralement protégé par la loi en France (arrêté du 19 novembre 2007 : destruction, collecte, détention en captivité, transport, etc. sont donc, entre autres, prohibés) et par la convention de Berne (annexe 2, 19/09/1979, 01/06/1982). Il n'est pas inscrit sur les listes de la « Convention sur le commerce International des espèces de faune et flore sauvages menacées d’extinction » (CITES annexe 1, 2 et 3), n'étant pas considéré comme une espèce donnant lieu à une activité commerciale.
Bien qu'il s'agisse d'un endémique pyrénéen, il n'est pas inscrit à l'annexe 2 de la directive européenne « Habitats-Faune-Flore » (« espèces animales et végétales d'intérêt communautaire dont la conservation nécessite la désignation ») aux côtés du Lézard de Bonnal ou du Desman des Pyrénées par exemple, mais seulement à l'annexe 4 (« espèces animales et végétales présentant un intérêt communautaire et nécessitant une protection stricte »), aux côtés d'espèces largement répandues et souvent non-menacées, Lézard des murailles par ex. (directive 92/43/CEE du conseil du 21 mai 1992).
Par ailleurs, l'habitat de C. asper est en théorie protégé par la Loi française sur l'Eau et les Milieux Aquatiques (L.E.M.A., Loi no 2006-1772 du 30 décembre 2006), qui est la transposition du droit européen au droit français de la Directive-Cadre sur l'Eau (D.C.E.) du 23 octobre 2000 (Directive 2000/60/CE).
Il y a plusieurs années, C. asper n'était pas considéré comme étant menacé de disparition et figurait dans la catégorie « NT » (« Near Threatened » = « Quasi menacé ») sur les Listes Rouges d'Espagne (Pleguezuelos et al. 2002), de France (UICN France et al. 2009, Lescure & De Massary 2012), de l'ex-région Aquitaine (Le Moigne & Jailloux 2013) et sur la Liste Rouge internationale (Bosch et al. 2009).
Les connaissances n'ayant pas cessé de progresser dans divers domaines (phylogéographie moléculaire, biologie, écologie, biogéographie...) son statut a ensuite été réévalué à diverses échelles géographiques et il s'est avéré que l'espèce relevait en réalité de la catégorie « VU » (= « Vulnérable ») en ex-Languedoc-Roussillon, en ex-Midi-Pyrénées et à l'échelle nationale (Geniez & Cheylan 2012, Barthe 2014, UICN France et al. 2015). Ce qui fait donc de lui, sur ces territoires-là, une « espèce menacée de disparition » au regard des critères UICN (= catégories « VU », « EN » et « CR »).
En France, le récent exercice d'évaluation de l'état de conservation des espèces et habitats d'intérêt communautaire (INPN-Muséum National d'histoire naturelle/Société herpétologique de France) a permis d'identifier chez C. asper une tendance négative pour les trois domaines biogéographiques expertisés : atlantique, alpin et méditerranéen (Geniez 2018, Pottier 2018). Cette tendance s'explique par la présence d'un faisceau de menaces identifiées depuis des années sur le terrain par les experts de l'espèce, mais qu'on ne retrouve pas nécessairement mentionnées dans la littérature consacrée à C. asper : introduction généralisée de poissons dans les lacs de montagne, réchauffement climatique global, exploitation forestière, développement des loisirs aquatiques type canyoning, infrastructures hydroélectriques, etc. (Dalibard et al. 2020).

## Publications originales
- Barthe L. (Coord.) 2014 - Liste rouge des amphibiens et des reptiles de Midi-Pyrénées. Nature Midi-Pyrénées. 12 p.
- Beck P. 1942 - Note préliminaire sur la faune herpétologique des Hautes-Pyrénées. Bulletin de la Société Académique des Hautes-Pyrénées, Section des Sciences. 1re séance 1942 : 48-57.
- Berroneau M. 2014 - Atlas des amphibiens et reptiles d’Aquitaine. Cistude Nature. Le Haillan. 255 p.
- Bosch, J., Tejedo M., Lecis R., Miaud C., Lizana M., Edgar P., Martinez-Solano I., Salvador A., Garcia-Paris M., Recuero Gil E., Marquez R. & Geniez P. 2009. Calotriton asper. The IUCN Red List of Threatened Species 2009: e.T59448A11943040.
- Clergue-Gazeau M. & Martínez-Rica J. P. 1978 - Les différents biotopes de l'urodèle pyrénéen, Euproctus asper. Bulletin de la Société d’Histoire Naturelle de Toulouse 114 (3-4) : 461-471.
- Clergue-Gazeau M. 1976 - Reproduction des urodèles : perturbations apportées à la reproduction de l’espèce Euproctus asper épigée par sa mise en élevage à la grotte de Moulis. II. Euproctus asper femelle. Annales de Spéléologie 31 : 163-168.
- Clergue-Gazeau M. 1971 - L'Euprocte pyrénéen. Conséquence de la vie cavernicole sur son développement et sa reproduction. Annales de Spéléologie 25 (4) : 825-960.
- Clergue-Gazeau M. & Beetschen J.-C. 1966 - Contribution à l'étude de la reproduction de l'Urodèle Euproctus asper (Dugés) dans les Pyrénées centrales et ariégeoises. Annales de Limnologie  2 (1) : 217-226.
- Clergue-Gazeau M. & Beetschen J.-C. 1966 - Contribution à l'étude de la reproduction de l'Urodèle Euproctus asper (Dugés) dans les Pyrénées centrales et ariégeoises. Annales de Limnologie  2 (1) : 217-226.
- Dalibard M., Buisson L., Riberon A. & Laffaille P. 2020 - Identifying threats to Pyrenean brook newt (Calotriton asper) to improve decision making in conservation management: A literature review complemented by expert-driven knowledge. Journal for Nature Conservation 54 (2020) : 125801.
- Despax R. 1923 - Contribution à l'étude anatomique et biologique des Batraciens Urodèles du groupe des Euproctes et spécialement de l'Euprocte des Pyrénées Triton (Euproctus) asper Dugès. Bulletin de la Société d'Histoire Naturelle de Toulouse (Tome L 1922) 51 : 185-440.
- Dugès, 1852 : Les Urodèles de France. Annales des Sciences Naturelles, Zoologie et Biologie Animale, Paris, ser. 3, vol. 17, p. 253-272 (texte intégral [archive])
- Dugès, 1852 : Les Urodèles de France. Annales des Sciences Naturelles, Zoologie et Biologie Animale, Paris, ser. 3, vol. 17, p. 253-272253-272 (texte intégral).
- Duguet R. & Melki F. - ACEMAV coll. 2003 – Les amphibiens de France, Belgique et Luxembourg. Coll Parthénope, Biotope, Mèze, 480 p.
- Geniez P. & Cheylan M. 2012 - Les amphibiens et les reptiles du Languedoc-Roussillon et régions limitrophes. Atlas biogéographique. Biotope, Mèze / Muséum National d’Histoire Naturelle, Paris. Coll. Inventaires et biodiversité. 448 p.
- Geniez P. 2018 - Calotriton des Pyrénées Calotriton asper (Dugès, 1852), évaluation de l'état de conservation pour le domaine biogéographique méditerranéen. Rapportages communautaires au titre des directives Habitats-Faune-Flore et Oiseaux. Muséum National d'Histoire Naturelle UMS Patrinat / Inventaire National du Patrimoine Naturel / Société Herpétologique de France.
- Le Moigne C. & Jailloux A. 2013 - Liste rouge régionale des amphibiens et reptiles d’Aquitaine. Observatoire Aquitain de la Faune Sauvage. Talence, 48 p. Réalisé avec l’appui technique du Comité français de l’Union internationale pour la conservation de la nature (UICN) et du Muséum national d’Histoire naturelle (MNHN).
- Lescure J. & de Massary J.-C. (coord.) 2012 - Atlas des amphibiens et reptiles de France. Publications scientifiques du Muséum National d’Histoire Naturelle - Coll. inventaires et biodiversité / éd. Biotope. 272 p.
- Lescure J. & de Massary J.-C. (coord.) 2012 - Atlas des amphibiens et reptiles de France. Publications scientifiques du Muséum National d’Histoire Naturelle - Coll. inventaires et biodiversité / éd. Biotope. 272 p.
- Lucati F., Poignet M., Miro A., Trochet A., Aubret F., Barthe L., Bertrand R., Buchaca T., Caner J., Darnet E., Denoël M., Guillaume O., Le Chevalier H., Martinez-Silvestre A., Mossoll-Torres M., O'Brien D., Calvez O., Osorio V., Pottier G., Richard M., Sabàs I., Souchet J., Tomàs J. et Ventura M. 2020 - Multiple glacial refugia and contemporary dispersal shape the genetic structure of an endemic amphibian from the Pyrenees. Mol Ecol. 2020;00:1–18.
- Mc Arthur R. & Wilson E.O. 1967 - The Theory of Island Biogeography. Princeton University Press.
- Miaud C. & Guillaume O. 2005 - Variation in age, body size and growth among surface and cave-dwelling populations of the pyrenean newt, Euproctus asper (Amphibia; Urodela). Herpetologica 61 (3): 241–249.
- Milà B., Carranza S., Guillaume O. & Clobert J. 2010 - Marked genetic structuring and extreme dispersal limitation in the Pyrenean brook newt Calotriton asper (Amphibia: Salamandridae) revealed by genome-wide AFLP but not mtDNA. Molecular Ecology 19 : 108-120.
- Miró A. & Ventura M. 2020 - Introduced fish in Pyrenean high mountain lakes : impact on amphibians and other organisms, and conservation implications. Limnetica 39 (1) 283-297
- Miró A., Sabás I. & Ventura M. 2018 - Large negative effect of non-native trout and minnows on Pyrenean lake amphibians. Biological Conservation 218 :144-153. https://doi.org/10.1016/j.biocon.2017.12.030
- Montori A. & Llorente, G. A. 2014 - Tritón pirenaico – Calotriton asper. En: Enciclopedia Virtual de los Vertebrados Españoles. Salvador, A., Martínez-Solano, I. (Eds.). Museo Nacional de Ciencias Naturales, Madrid. http://www.vertebradosibericos.org/
- Montori A. 1991 - Alimentación de los adultos de Euproctus asper (Dugès, 1852) en la montaña media del Prepirineo catalán (España). Revista Española de Herpetología 5: 23-36
- Montori A. 1997 - Trophic segregation between the Pyrenean Newt (Euproctus asper) and the Brown Trout (Salmo trutta fario) pp. 273–278 in Böhme W., Bischoff W. & Ziegler T. (Eds.). Herpetologia Bonnensis. Proceedings of the 8th Ordinary General Meeting of the Societas Europaea Herpetologica. Bonn, Germany, 23 - 27 August 1995. 412 p.
- Nicol A. 1990 – L'Euprocte des Pyrénées. Euproctus asper asper (Dugès, 1852). Marrimpouey, Pau. 175 p.
- Nöllert A. & Nöllert C. 2003 – Guide des amphibiens d'Europe. Coll. Les guides du naturaliste. Delachaux & Niestlé. 383 p.
- Pleguezuelos J.-M., Márquez R. & Lizana M. (Eds.) 2002 - Atlas y Libro Rojo de los Anfibios y Reptiles de España. Dirección general de Conservación de la Naturaleza – Asociación Herpetológica Española. Madrid. 587 p.
- Pottier G. 2018 – Calotriton des Pyrénées Calotriton asper (Dugès, 1852), évaluation de l'état de conservation pour les domaines biogéographiques atlantique et alpin. Rapportages communautaires au titre des directives Habitats-Faune-Flore et Oiseaux. Muséum National d'Histoire Naturelle UMS Patrinat / Inventaire National du Patrimoine Naturel / Société Herpétologique de France.
- UICN France, MNHN & SHF 2009 - La Liste rouge des espèces menacées en France – Chapitre Reptiles et Amphibiens de France métropolitaine. UICN France, MNHN & SHF Paris, France. 8 p.
- UICN France, MNHN & SHF 2015 - La Liste rouge des espèces menacées en France - Chapitre Reptiles et Amphibiens de France métropolitaine. Paris, France
- Ventura M., Tiberti R., Buchaca T., Buñay D., Sabás I. & Miró A. 2017 - Why Should We Preserve Fishless High Mountain Lakes ? pp 181–205 in High Mountain Conservation in a Changing World. Springer.